# Juan Miranda
Juan Miranda, właśc. Alfonso Torres Chousal (ur. 20 kwietnia 1941 w  Meksyku, zm. 19 lipca 2009 tamże) − meksykański kulturysta oraz aktor filmowy, znany także pod pseudonimami Alfonso Torres.

## Życiorys
W połowie lat sześćdziesiątych był popularnym modelem, a jego zdjęcia zamieszczane były w cotygodniowych fotonowelach. W 1963 roku odniósł pierwszy sukces w kulturystyce amatorskiej, zwyciężając zawody i wywalczając tytuł Mr. Mexico. Dwa lata później uzyskał ten sam tytuł, tym razem w kategorii zawodników profesjonalnych. W 1966 zajął czwarte miejsce w ogólnoświatowym konkursie Mr. Universe, spopularyzowanym w późniejszych latach przez sukcesy Arnolda Schwarzeneggera.
Występem w westernach Los hijos de Satanás (1967) i El tunco Maclovio (1970) rozpoczął sukcesywną karierę aktorską. Musiał ją wstrzymać w 1978, gdy dowiedział się, że cierpi z powodu nowotworowego guza mózgu. Pod koniec lat siedemdziesiątych i w trakcie osiemdziesiątych wystąpił jeszcze w sześciu filmach, z których ostatni to La ciudad al desnudo (1989). Zmarł 19 lipca 2009 roku. 
Jego syn, Alfonso Torres, jest kulturystą, aktorem, piosenkarzem i trenerem osobistym.

## Osiągnięcia w kulturystyce (wybór)
- 1963: Mr. Mexico, kategoria amatorów − I m-ce
- 1965: Mr. Mexico, kategoria zawodowców − I m-ce
- 1966: Mr. Universe − IV m-ce

## Filmografia
| Rok  | Tytuł                                | Rola                           | Uwagi                               |
| ---- | ------------------------------------ | ------------------------------ | ----------------------------------- |
| 1968 | Un toro me llama                     |                                |                                     |
| 1968 | La endemoniada                       | Herrero                        | w czołówce jako José Alfonso Torres |
| 1969 | Mil máscaras                         |                                | w czołówce jako Alfonso Torres      |
| 1969 | No se mande, profe                   | trener na siłowni              | w czołówce jako Alfonso Torres      |
| 1970 | El tunco Maclovio                    | Julián                         |                                     |
| 1970 | Juan el desalmado                    | Juan                           |                                     |
| 1970 | Las tres magnificas                  | Clemente                       |                                     |
| 1970 | Faltas a la moral                    | Juan "Juancho/Norteño" Miranda |                                     |
| 1971 | Secreto de confesión                 | Juan                           |                                     |
| 1971 | La sangre enemiga                    |                                |                                     |
| 1971 | Jesús, nuestro Señor                 | Piotr Apostoł                  |                                     |
| 1972 | Treinta centavos de muerte           |                                |                                     |
| 1972 | Los hijos de Satanás                 |                                |                                     |
| 1972 | Los perturbados                      |                                | segment La Búsqueda                 |
| 1972 | Jesús, María y José                  | Piotr Apostoł                  |                                     |
| 1974 | Hermanos de sangre                   |                                |                                     |
| 1975 | El caballo del diablo                | Esteban                        |                                     |
| 1976 | El compadre más padre                |                                |                                     |
| 1977 | Caballo prieto afamado               |                                |                                     |
| 1978 | El Zorro blanco                      | Zorro                          |                                     |
| 1978 | Candelaria                           |                                |                                     |
| 1978 | El látigo                            |                                |                                     |
| 1979 | El látigo contra Satanás             | El Látigo                      |                                     |
| 1980 | Maniatico pasional                   |                                |                                     |
| 1980 | La venganza de un matón              |                                |                                     |
| 1980 | El látigo contra las momias asesinas | El Látigo                      |                                     |
| 1980 | Frontera brava                       |                                |                                     |
| 1989 | La ciudad al desnudo                 |                                |                                     |